# Edelweiss Air
Edelweiss Air — швейцарська чартерна авіакомпанія.

## Історія
Авіакомпанія була заснована 19 жовтня 1995 року в Бассерсдорфі, Швейцарія, та мала лише один літак McDonnell Douglas MD-83. Флот був згодом розширено. У 1998 році були введені нові Airbus A320 щоб замінити MD-83, а в 1999 р. були розпочаті далекомагістральні рейси на Airbus A330-200. З березня 2011 року, «Едельвейс ейр» додали один Airbus A330-300 для свого флоту.
До листопада 2008 року, Edelweiss Air повністю належав Kuoni Travel Ltd і мав 190 співробітників. Згодом операційні права продали місцевій Swiss International Air Lines. Оскільки «Swiss» з тих пір стали частиною «Lufthansa», Edelweiss Air також стало дочірнім підприємством найбільшої німецької авіакомпанії, хоча швейцарське підприємство має свій незалежний менеджмент.

## Флот
| модель          | кількість     |
| --------------- | ------------- |
| Airbus A320-214 | 6             |
| Airbus A330-243 | 1             |
| Airbus A330-300 | 2             |
| Airbus A340-300 | 1(2замовлено) |